# Marcin Papior
Marcin „Manio” Papior (ur. 4 marca 1976 w Świętochłowicach) – polski muzyk, znany głównie jako perkusista. Absolwent Państwowej Szkoły Muzycznej im. Fryderyka Chopina w Bytomiu I i II stopnia w klasie fortepianu. Członek nadzwyczajny w ZAIKS. Współpracuje z czołowymi artystami Polskiej sceny muzycznej. W latach 90. perkusista zespołów Tuff Enuff, Bandog  i Horrorscope. Od 2000 roku  perkusista formacji Piersi. Realizator i producent muzyczny (Marpart Studio).

## Dyskografia
- Horrorscope - Worship Game (1996,  Scream in Flames)
- Tuff Enuff – Cyborgs Don’t Sleep (1996, Metal Mind Productions)[3]
- LD Tuff Enuff remixed By 2.47-  (1997 ,PolyGram Polska)
- Tuff Enuff – Diablos Tequilos (1997, Metal Mind Productions)[4]
- Kukiz i Piersi – Piracka płyta (2004, Pomaton EMI)[5]
- Piersi – Piersi i przyjaciele 2 (2013, Polskie Radio)[6]
- Piersi - Płyta Jarmarczno-rockowa (2019, ZPR Media)